# Виньяш, Руй
Руй Педру Карвалью Виньяш (порт. Rui Pedro Carvalho Vinhas; род. 6 декабря 1986, Собраду) — португальский профессиональный шоссейный велогонщик, который раньше выступал в составе команды W52-FC Porto.
4 октября 2022 года он был дисквалифицирован Международным союзом велосипедистов на 3 года за использование допинга.

## Достижения
2016
Вуолта Португалии
2017
2-й на Чемпионате Португалии —  групповой гонке
3-й на Классика Примавера
2019
6-й на Туре Лимузена

## Рейтинги
| Год                  | 2010  | 2011 | 2012 | 2013 | 2014 | 2015  | 2016  | 2017  | 2018   | 2019  | 2020   |
| -------------------- | ----- | ---- | ---- | ---- | ---- | ----- | ----- | ----- | ------ | ----- | ------ |
| Мировой рейтинг UCI  |       |      |      |      |      |       | 447-й | 587-й | 2038-й | 910-й | 1861-й |
| Европейский тур UCI  | 955-й | -    | -    | -    | -    | -     | 239-й | 326-й | 1355-й | 661-й | 1374-й |
| Американский тур UCI | -     | -    | -    | -    | -    | 347-й | -     | -     | -      |       |        |
|                      |       |      |      |      |      |       |       |       |        |       |        |
| Источник: UCI        |       |      |      |      |      |       |       |       |        |       |        |